# Kokomo Arnold
James 'Kokomo' Arnold (Lovejoys Station, 15 februari 1901 - Chicago, 8 november 1968) was een Amerikaanse bluesgitarist.

## Biografie
De basisprincipes van het gitaarspel had hij nog geleerd in Georgia van zijn neef John Wiggs. Na zijn verhuizing naar het noorden begon hij tijdens de jaren 1920, naast zijn baantjes als boerenknecht in Buffalo en als staalarbeider in Pittsburgh, als amusementsmuzikant te spelen. In 1929 ging hij naar Chicago, waar hij zijn levensonderhoud verdiende als bootlegger (het illegale op de markt brengen van alcoholica tijdens de prohibition).
In mei 1930 ontstonden in Memphis onder de naam Gitfiddle Jim zijn eerste opnamen Rainy Night Blues en Paddlin' Madeline Blues voor RCA-Victor, maar zijn debuut verkocht echter zeer slecht. Daarna verhuisde hij weer naar Chicago. Na een vier jaar durende opnamepauze nam hij tussen 1934 en 1938 in totaal 88 nummers op voor Decca Records en was hij samen met Peetie Wheatstraw en Amos Easton een van de leidende muzikanten van de Chicago blues. Hier kreeg hij in 1934 ook zijn troetelnaam, nadat hij de song Old Original Kokomo Blues (oorspronkelijk van Scrapper Blackwell) had opgenomen. Het naar een koffiemerk genoemd nummer ontstond met drie verdere nummers in september 1934. Hieronder bevond zich ook het intussen tot klassieker geworden Milkcow Blues, dat als A-kant werd gekozen van Arnolds eerste Decca-single.
Arnold beïnvloedde vooral Robert Johnson, die Old Original Kokomo Blues herbewerkte naar Sweet Home Chicago, terwijl uit de Milkcow Blues de Milkcow Blues Boogie werd, die Elvis Presley opnam in december 1954. Van zijn beroemdste song Milkcow Blues speelde Arnold nog vier verdere versies in. In april 1935 ontstond Busy Bootin' / Southern Railroad Blues (Decca Records), wiens A-kant later als model diende voor Keep A-Knockin'  van Little Richard in september 1957 en die tot diens zesde miljoenenseller werd.
Al in 1938 trok Arnold zich na geschillen met de Decca-producent J. Mayo Williams terug uit de muziekbusiness. Zijn laatste opnamesessie vond plaats op 12 mei 1938, waarbij als laatste single Going Down In Gallilee / Something's Hot (Decca Records) ontstond. Pas in 1962 werd hij herontdekt, maar kon echter voor de bluesrevival voor blank publiek niet warmlopen.

## Overlijden
Kokomo Arnold overleed in november 1968 op 67-jarige leeftijd aan de gevolgen van een hartinfarct. Hij werd bijgezet in Alsip.

## Coverversies
Zijn beroemdste song Milkcow Blues werd 47 keer gecoverd. Eerste versies verschenen al op 13 februari 1935 van Pinewood Tom en op 27 februari 1935 van Bumble Bee Slim. De versie, die Elvis Presley had geïnspireerd, was afkomstig van Johnny Lee Wills & His Boys (opgenomen op 28 april 1941), waarna diens broer Bob Wills & His Texas Playboys (20 mei 1946) volgde. Naast Elvis Presley is een verdere rock-'n-roll-versie van deze blues afkomstig van Eddie Cochran (5 januari 1962). De versie van The Kinks van 10 augustus 1965 baseert niet op Arnolds song, maar op een volledig andere compositie, de Milk Cow Blues van Sleepy John Estes, die was ontstaan op 13 mei 1930.

## Discografie
- 1991: Complete Recorded Works, Vols. 1-4  (Document Records)
- 1994: Complete Recorded Works, Vol. 1 (1930-1935) (Document Records)
- 1994: Complete Recorded Works, Vol. 2 (1935-1936) (Document Records)
- 1994: Complete Recorded Works, Vol. 3 (1936-1937) (Document Records)
- 1994: Complete Recorded Works, Vol. 4 (1937-1938) (Document Records)
- 1997: Blues Classics, Vol. 1 (Blues Classics)
- 1998: Original Kokomo Blues 1934-1938 (EPM)
- 1999: Old Original Kokomo Blues (Catfish)
- 2000: King of the Bottleneck Guitar (1934-1937) (Black And Blue)
- 2001: Kokomo Arnold: The Essential (Classic Blues)
- 2002: Old Original Kokomo Blues (P-Vine Records)
- 2003:  Old Original Kokomo Blues Vol. 2 (P-Vine Records)
- 2004: The Story of the Blues (Membran Music Ltd.)
- 2004:  Essential Kokomo Arnold (Classic Blues)
- ????: Blues Classics by Kokomo Arnold & Peetie Wheatstraw (Blues Classics)
- ????: Bottleneck Guitar Trendsetters of the 1930's (Yazoo Records)
- ????: Kokomo Arnold (Blues Interactions)
- ????: Midnight Blues (History)